# リコー九州
リコー九州株式会社（リコーきゅうしゅう） は、かつて存在したリコーの販売子会社。グループ内では九州地方の地域統括販売会社であり、メーカーの支店機能も有していた。

## 概要
主に複写機、ファクシミリ、レーザープリンターやそれらの複合機、デジタルカメラの販売を行っていた。リコー製品のみならず、各社パソコンやサーバをはじめとするIT関連機器の販売も行っていた。
2010年7月、当社を含む国内販売会社7社が合併し、リコージャパン株式会社となった。

## 担当エリア
- 福岡県、佐賀県、長崎県、熊本県、大分県、宮崎県、鹿児島県、沖縄県、

## 主要取引先
- 大塚商会
- ダイワボウ情報システム
- ソフトバンクBB
- 日本HP
- 日本IBM

## 関連会社
- 株式会社リコー
- リコー東北株式会社
- リコー販売株式会社
- リコー中部株式会社
- リコー関西株式会社
- リコー中国株式会社
- リコーテクノシステムズ株式会社
- リコーリース株式会社

## 子会社
- 株式会社リコー商会